# Pleuropogon
Pleuropogon is een geslacht uit de grassenfamilie (Poaceae). De soorten van dit geslacht komen voor in koude gebieden van het noordelijk halfrond.

## Soorten
Van het geslacht zijn de volgende soorten bekend: 
- Pleuropogon californica
- Pleuropogon californicum
- Pleuropogon californicus
- Pleuropogon davyi
- Pleuropogon douglasii
- Pleuropogon hooverianus
- Pleuropogon oregonus
- Pleuropogon refractum
- Pleuropogon refractus
- Pleuropogon sabinei